# Kanton (Schweiz)
Die 26 Kantone (französisch cantons, italienisch cantoni, rätoromanisch chantuns, in der Deutschschweiz traditionell auch Stand, im Plural Stände, beziehungsweise in der Romandie auch état genannt) sind die Gliedstaaten der Schweizerischen Eidgenossenschaft. Der Begriff Kanton wird erstmals 1475 in einer Freiburger Akte verwendet.

## Politisches System
Jeder Kanton hat seine eigene Kantonsverfassung und eigene gesetzgebende, vollziehende und rechtsprechende Behörden. Alle Kantone besitzen ein Einkammer-Parlament (Grosser Rat, Kantonsrat, Landrat, Parlament; siehe auch: Kantonsparlament). Dieses hat je nach Kanton 49 bis 180 Parlamentssitze. Die Kantonsregierung (Regierungsrat, Regierung, Staatsrat, Standeskommission) besteht je nach Kanton aus fünf oder sieben Mitgliedern. In jedem Kanton existiert ein zweistufiges Gerichtssystem (erste Instanz: Bezirksgericht, Amtsgericht, Kantonsgericht, Kreisgericht, Landgericht, Regionalgericht, Strafgericht, Zivilgericht; zweite Instanz: Obergericht, Kantonsgericht, Appellationsgericht), dem eine Schlichtungsbehörde (Friedensrichteramt, Vermittleramt) vorangestellt ist.
Alle staatlichen Bereiche, die nicht von der schweizerischen Bundesverfassung dem Bund zugewiesen bzw. von einem Bundesgesetz geregelt werden, gehören in die Kompetenz der Kantone, beispielsweise kantonales Staats- und Verwaltungsorganisationsrecht, Schulwesen, Sozialhilfe, Baurecht, Polizeiwesen, Notariatswesen, kantonales und kommunales Steuerrecht, zu grossen Teilen auch Gesundheitswesen, Planungsrecht, Gerichtsverfassung und anderes. In vielen Bereichen verfügen sowohl der Bund als auch die Kantone über Kompetenzen. Kantone sind wie die deutschen Länder derivative Völkerrechtssubjekte und können innerhalb ihrer Kompetenzen völkerrechtliche Verträge untereinander (sogenannte Konkordate) oder mit fremden Staaten schliessen (Art. 56 BV).
Die Kantone ihrerseits gewähren ihren Gemeinden eine gewisse Autonomie. Diese ist in der östlichen Schweiz tendenziell grösser als in der westlichen.
In zwei Kantonen – Glarus und Appenzell Innerrhoden – erlässt das Volk die kantonalen Gesetze an einer Versammlung aller Bürger, der Landsgemeinde. Im Kanton Appenzell Innerrhoden werden an der Landsgemeinde überdies die Mitglieder der kantonalen Regierung und der kantonalen Gerichte gewählt. In allen anderen Kantonen finden Wahlen und Abstimmungen an der Urne statt.

## Geschichte

### Wortherkunft und weitere Bezeichnungen
Die Bezeichnung «Kanton» für ein Glied der Eidgenossenschaft findet sich erstmals 1475 oder 1467 aus Freiburg belegt. Da cantone in Oberitalien seit dem 11. Jahrhundert für «Landesteil» steht, nimmt Walther von Wartburg an, das Wort sei von lombardischen Kaufleuten in die heutige Westschweiz gebracht worden, wo es dann als Kanton ins Deutsche und als canton ins Französische übernommen wurde. Italienisch cantone ist eine Vergrösserungsform von canto, was «Ecke, Rand, Winkel, Stück, Teil» bedeutet. Canto wiederum stammt von lateinisch canthus «eiserner Radreifen», das seinerseits ursprünglich vielleicht ein keltisches Wort war.
Vor und neben dem Wort Kanton – dieses wurde in der Deutschschweiz ab dem 17. Jahrhundert immer populärer und 1798 offiziell – gab und gibt es mehrere weitere Bezeichnungen für die Glieder der Schweizerischen Eidgenossenschaft.
- Die früheste offizielle Bezeichnung war «Stett und Lender». Land hat sich bis heute in einigen Kantonen in «Landsgemeinde», «Landrat», «Landammann», «Land(es)statthalter», «Landschreiber», «Landgericht», «Landesarchiv» oder «Landesbibliothek» erhalten.
- «Ort», ein zusammenfassender Begriff für die «Städte» und «Länder», findet sich erstmals 1426 in einem Zürcher Ratsbeschluss. Er lebt in den historischen Begriffen «achtörtige» und «dreizehnörtige Eidgenossenschaft» weiter.
- «Stand»[7] (französisch État) kam als ebenfalls neutraler Begriff für «Stadt» und «Land» im 16. Jahrhundert auf und erreichte im 18. Jahrhundert den Höhepunkt seiner Verwendung. In der heutigen Zeit klingt das Wort archaisch, findet sich aber in Zusammensetzungen wie «Ständemehr» und «Ständerat» auf Bundesebene sowie in der «Standeskommission», der «Standeskanzlei», dem «Standespräsidenten» und dem «Standesweibel» in der amtlichen Sprache gewisser Kantone.
- «Staat»[8] (französisch ebenfalls État) ist das lateinischstämmige Pendant zu Stand. Für die Kantone wurde es erst nach 1800 breiter angewendet und ist heute in zahlreichen Begriffen wie «Staatsanwalt», «Staatsarchiv», «Staatsbeitrag», «Staatskanzlei», «Staatspersonal», «Staatsrat», «Staatsschreiber», «Staatssteuer», «Staatsstrasse» oder «Staatsweibel» üblich.

### Alte Eidgenossenschaft
Die sogenannten Urkantone, welche mit dem Bundesbrief von 1291 die Eidgenossenschaft begründet haben sollen, sind die Waldstätte Uri, Schwyz und Unterwalden. In der Alten Eidgenossenschaft wurden die Kantone oft Orte genannt. Deshalb spricht man in Bezug auf die Ausweitungsphasen der Schweiz von den Acht Alten Orten und den Dreizehn Alten Orten (bzw. der achtörtigen und der dreizehnörtigen Eidgenossenschaft). Verbündete, welche nicht Vollmitglied der Eidgenossenschaft waren, wurden als zugewandte Orte bezeichnet. Die Vollmitglieder und erst recht die zugewandten Orte der Eidgenossenschaft waren noch eigenständige Staatengebilde.

### Helvetik
Mit der Helvetischen Republik (1798–1803) bekam die Bezeichnung Kanton eine gewichtigere Verwendung. Im neu geschaffenen Einheitsstaat waren die Kantone jedoch blosse Verwaltungsbezirke ohne Autonomierechte. Die Grenzziehung wurde geändert, um annähernd gleich grosse Kantone zu schaffen und die alte Ordnung zu zerschlagen. Dabei entstanden auch die kurzlebigen Kantone Säntis, Linth, Waldstätte, Oberland, Baden, Lugano und Bellinzona, ab 1802 für ein Jahr auch noch der Kanton Fricktal.

### Mediation, Restauration, Regeneration
Mit der Mediationsverfassung 1803 erhöhte sich die Zahl der Kantone auf 19 und mit dem Wiener Kongress 1815 auf 22. Zugewandte Orte wie zum Beispiel die Republik Gersau, das Gebiet der Abtei Engelberg und weitere wurden teilweise gegen ihren Willen einzelnen Kantonen zugeschlagen. 1833 spaltete sich der Kanton Basel-Landschaft in einem bewaffneten Konflikt vom Kanton Basel-Stadt ab, in der gleichen Zeit auch der Kanton Ausserschwyz von Schwyzer Zentrum (was aber nicht Bestand hatte). Die bislang letzten Spuren der Gebietszuteilungen des Wiener Kongresses wurden 1979 mit der Gründung des Kantons Jura (Jurafrage) und 1994 mit dem Übertritt des bernischen Amtsbezirks Laufen zum Kanton Basel-Landschaft (Kantonswechsel des Laufentals), beides Abspaltungen vom Kanton Bern, auf demokratischem Weg bereinigt; die Zukunft des Berner Juras könnte nochmal zu Veränderungen führen.

### Bundesstaat 1848
Als 1848 ein Bundesstaat gegründet wurde, wurde die Souveränität der Kantone eingeschränkt, und Bereiche wie Aussenpolitik, Zölle, Währung und Postwesen gingen an die Bundesgewalt über. Mit Industrialisierung und Wirtschaftswachstum wurde das staatliche Leben zunehmend komplexer, was weitere Zentralisierungen erforderlich machte und in Gebieten wie Zivilrecht, Strafrecht, Handels- und Wirtschaftsrecht zu einer Vereinheitlichung des materiellen Rechts führte. Heute sind die Bereiche, in denen die Kantone wirklich noch autonom legiferieren können, ziemlich begrenzt. Es wird zunehmend von «Vollzugsföderalismus» gesprochen.

## Gliederung

### Anzahl
Heute wird die Zahl der Kantone mit 26, manchmal noch mit 23 angegeben. Der Grund ist, dass sechs Kantone (Obwalden, Nidwalden, Appenzell Innerrhoden, Appenzell Ausserrhoden, Basel-Stadt und Basel-Landschaft) aus historischen Gründen gelegentlich noch als Halbkantone bezeichnet werden. Seit der Totalrevision der Bundesverfassung von 1999 gelten sie als Kantone mit halber Standesstimme (Art. 142 Abs. 4 BV). Diese Unterscheidung ist lediglich bei der Besetzung des Ständerates und beim Ständemehr relevant und hat keinen Einfluss auf die innere Autonomie.

### Reihenfolge
Die durch die Kantonsnummern gekennzeichnete offizielle Reihenfolge der Kantone (siehe untenstehende Liste) nach Art. 1 BV geht auf die Zeit vor der Gründung des Bundesstaates zurück. Genannt werden zunächst die drei Vororte der Zeit zwischen 1815 und 1848, dann folgen die weiteren Kantone in der Reihenfolge ihres Beitritts.

## Änderungen im Bestand und Gebiet der Kantone
| Datum          | Gebiet        | von Kt. | nach Kt. | Bevölkerung | Gebiet (km²) |
| -------------- | ------------- | ------- | -------- | ----------- | ------------ |
| 1. Januar 1979 | Jura          | BE      | JU       | < 65'000    | 837          |
| 1. Januar 1994 | Bezirk Laufen | BE      | BL       | < 15'000    | 90           |
| 1. Juli 1996   | Vellerat      | BE      | JU       | < 70        | 2            |
| 1. Januar 2022 | Clavaleyres   | BE      | FR       | 51          | 1            |

Art. 53 Absatz 1 BV lautet: «Der Bund schützt Bestand und Gebiet der Kantone». Bestrebungen für Bestandes- und Gebietsänderungen müssen in verfassungsrechtlich geordneten Verfahren verlaufen.
Eine Änderung im Bestand der Kantone ist in verschiedenen Formen denkbar:
- Gründung eines neuen Kantons aus Teilen eines weiter bestehenden Kantons. Einziger Anwendungsfall seit 1848: Trennung der drei nordjurassischen Amtsbezirke vom Kanton Bern und Bildung eines neuen Kantons Jura per 1. Januar 1979.
- Kantonsfusionen. Gescheitert sind zwei Versuche für eine Wiedervereinigung der Kantone Basel-Stadt und Basel-Landschaft in den Jahren 1969 und 2014; jeweils zwar angenommen in der kantonalen Volksabstimmung des Kantons Basel-Stadt, aber abgelehnt durch den Kanton Basel-Landschaft. In den Kantonen Waadt und Genf sind am 2. Juni 2002 kantonale Volksinitiativen für eine Fusion der beiden Kantone abgelehnt worden.
- Aufnahme eines ausländischen Gebiets als Kanton. Am 11. Mai 1919 sprachen sich im österreichischen Vorarlberg in der Volksabstimmung zur Einleitung von Verhandlungen über den Beitritt des Landes zur Schweiz 81 Prozent der Stimmberechtigten für dieses Vorhaben aus. Diese Bestrebungen lösten in der Schweiz gemischte Reaktionen aus;[11] ein formelles Anschlussverfahren wurde nicht eingeleitet. Der per 10. September 1919 unterzeichnete Vertrag von Saint-Germain zwischen den Siegermächten des Ersten Weltkrieges und Österreich legte in Art. 27 Ziff. 1 als Grenze Österreichs gegenüber der Schweiz «die gegenwärtige Grenze» fest.
- Ausscheiden eines Kantons aus dem Bund (kein Anwendungsfall).

Änderungen im Bestand der Kantone bedürfen gemäss Art. 53 Absatz 2 BV zuerst der Zustimmung der betroffenen Bevölkerung, also der Stimmberechtigten des Gebiets, das von der Bestandesänderung betroffen ist. Das Verfahren richtet sich nach kantonalem Recht (im Falle der Abtrennung des Jura vom Kanton Bern fanden Abstimmungen in den sieben jurassischen Amtsbezirken statt). Sobald diese Voraussetzung erfüllt ist, müssen die betroffenen Kantone zustimmen. Ist dies geschehen, so unterbreitet die Bundesversammlung in Form eines dem obligatorischen Referendum unterstehenden Bundesbeschlusses die nötige Änderung der Bundesverfassung der Volksabstimmung; Volk und Stände müssen zustimmen.
Änderungen im Gebiet der Kantone sind der Wechsel einer Gemeinde oder eines Bezirks von einem Kanton zu einem anderen Kanton. Der Bezirk Laufen wechselte per 1. Januar 1994 vom Kanton Bern zum Kanton Basel-Landschaft, die Gemeinde Vellerat per 1. Juli 1996 vom Kanton Bern zum Kanton Jura, und die Gemeinde Clavaleyres wechselte per 1. Januar 2022 vom Kanton Bern zum Kanton Freiburg. Die Voraussetzungen für das Zustandekommen einer Gebietsänderung sind dieselben wie bei einer Bestandesänderung, mit dem Unterschied, dass seit Inkrafttreten der Bundesverfassung von 1999 die Bundesversammlung in der Form eines Bundesbeschlusses entscheidet, der nur dem fakultativen Referendum untersteht (Art. 53Abs. 3 BV). Vorher, also für die Kantonswechsel von Vellerat und des Bezirks Laufen, war auch in diesen Fällen eine obligatorische Volksabstimmung mit Zustimmung von Volk und Ständen erforderlich.
Grenzbereinigungen, d. h. Gebietsveränderungen technischer Art ohne politische Bedeutung, können die Kantone ohne Zustimmung des Bundes unter sich vertraglich vereinbaren (Art. 53 Abs. 4 BV).

## Tabellen und Listen

### Liste der Schweizer Kantone mit Eckdaten
| Abk. | Kanton                           | Kantons- nummer | Beitritt a | Hauptort 5 (Regierungssitz) | Einwohner 1 31. Dezember 2023 | Fläche (km²) | Mitglieder Ständerat 2 | Einwohner- dichte 3 | Amtssprache                                                                  |
| ---- | -------------------------------- | --------------- | ---------- | --------------------------- | ----------------------------- | ------------ | ---------------------- | ------------------- | ---------------------------------------------------------------------------- |
| ZH   | Zürich                           | 01              | 1351       | Zürich                      | 1'605'508                     | 1728.94      | 2                      | 929                 | Deutsch                                                                      |
| BE   | Bern                             | 02              | 1353       | Bern                        | 1'063'533                     | 5958.50      | 2                      | 178                 | Deutsch, Französisch                                                         |
| LU   | Luzern                           | 03              | 1332       | Luzern                      | 432'744                       | 1493.52      | 2                      | 290                 | Deutsch                                                                      |
| UR   | Uri                              | 04              | a1291      | Altdorf                     | 37'931                        | 1076.53      | 2                      | 35                  | Deutsch                                                                      |
| SZ   | Schwyz                           | 05              | a1291      | Schwyz                      | 167'403                       | 907.88       | 2                      | 184                 | Deutsch                                                                      |
| OW   | Obwalden                         | 06              | a, b1291   | Sarnen                      | 39'272                        | 490.58       | 1                      | 80                  | Deutsch                                                                      |
| NW   | Nidwalden                        | 07              | a, b1291   | Stans                       | 45'016                        | 275.84       | 1                      | 163                 | Deutsch                                                                      |
| GL   | Glarus                           | 08              | 1352       | Glarus                      | 42'056                        | 685.31       | 2                      | 61                  | Deutsch                                                                      |
| ZG   | Zug                              | 09              | 1352       | Zug                         | 132'556                       | 238.73       | 2                      | 555                 | Deutsch                                                                      |
| FR   | Freiburg                         | 10              | 1481       | Freiburg                    | 341'537                       | 1672.43      | 2                      | 204                 | Französisch, Deutsch                                                         |
| SO   | Solothurn                        | 11              | 1481       | Solothurn                   | 286'844                       | 790.46       | 2                      | 363                 | Deutsch                                                                      |
| BS   | Basel-Stadt                      | 12              | d1501      | Basel                       | 200'031                       | 36.95        | 1                      | 5414                | Deutsch                                                                      |
| BL   | Basel-Landschaft                 | 13              | d1501      | Liestal                     | 298'837                       | 517.67       | 1                      | 577                 | Deutsch                                                                      |
| SH   | Schaffhausen                     | 14              | 1501       | Schaffhausen                | 87'111                        | 298.42       | 2                      | 292                 | Deutsch                                                                      |
| AR   | Appenzell Ausserrhoden           | 15              | c1513      | (Herisau) 4, 5              | 56'495                        | 242.84       | 1                      | 233                 | Deutsch                                                                      |
| AI   | Appenzell Innerrhoden            | 16              | c1513      | Appenzell                   | 16'585                        | 172.48       | 1                      | 96                  | Deutsch                                                                      |
| SG   | St. Gallen                       | 17              | 1803       | St. Gallen                  | 535'114                       | 2028.20      | 2                      | 264                 | Deutsch                                                                      |
| GR   | Graubünden                       | 18              | 1803       | Chur                        | 204'888                       | 7105.30      | 2                      | 29                  | Deutsch, Rätoromanisch, Italienisch                                          |
| AG   | Aargau                           | 19              | 1803       | Aarau                       | 726'894                       | 1403.80      | 2                      | 518                 | Deutsch                                                                      |
| TG   | Thurgau                          | 20              | 1803       | Frauenfeld                  | 295'220                       | 994.33       | 2                      | 297                 | Deutsch                                                                      |
| TI   | Tessin                           | 21              | 1803       | Bellinzona                  | 357'720                       | 2812.16      | 2                      | 127                 | Italienisch                                                                  |
| VD   | Waadt                            | 22              | 1803       | Lausanne                    | 845'870                       | 3212.02      | 2                      | 263                 | Französisch                                                                  |
| VS   | Wallis                           | 23              | 1815       | Sitten                      | 365'844                       | 5224.64      | 2                      | 70                  | Französisch, Deutsch                                                         |
| NE   | Neuenburg                        | 24              | 1815       | Neuenburg                   | 178'291                       | 802.16       | 2                      | 222                 | Französisch                                                                  |
| GE   | Genf                             | 25              | 1815       | Genf                        | 524'410                       | 282.49       | 2                      | 1856                | Französisch                                                                  |
| JU   | Jura                             | 26              | e1979      | Delsberg                    | 74'548                        | 838.51       | 2                      | 89                  | Französisch                                                                  |
| CH   | Schweizerische Eidgenossenschaft |                 | a1848      | Bern (Bundesstadt)          | 8'962'258                     | 41'290.69    | 46                     | 208                 | Deutsch (62 %), Französisch (23 %), Italienisch (8 %), Rätoromanisch (0,5 %) |

Die zweibuchstabigen Kantonsabkürzungen (Siglen) sind verbreitet, sind unter anderem für die Kontrollschilder an Motorfahrzeugen vorgeschrieben (Art. 84 VZV)  und werden in der ISO 3166-2:CH verwendet (mit dem Präfix «CH-», zum Beispiel CH-SZ für den Kanton Schwyz).

### Kantonsnamen in den Schweizer Amtssprachen und im Dialekt
Die Kantonsnamen werden in der Schreibweise und der offiziellen Reihenfolge wiedergegeben, wie sie in Art. 1 der Bundesverfassung zu finden sind. Hervorgehoben sind die Bezeichnungen in den jeweiligen Amtssprachen in der amtlichen Vollnamensform. Die Bezeichnungen im Schweizerdeutschen sind nicht bindend, da es für sie keine offizielle Rechtschreibung gibt. Im Folgenden wird für ganz oder teilweise deutschsprachige Kantone diejenige Dialektlautung angegeben, die in der jeweiligen Regionalmundart gilt.
| ISO | Kantons- nummer | Deutsch                       | Französisch                       | Italienisch                 | Rätoromanisch     | Schweizerdeutsch       |
| --- | --------------- | ----------------------------- | --------------------------------- | --------------------------- | ----------------- | ---------------------- |
| ZH  | 1               | Kanton Zürich                 | Zurich                            | Zurigo                      | Turitg            | Züri                   |
| BE  | 2               | Kanton Bern                   | Canton de Berne                   | Berna                       | Berna             | Bärn                   |
| LU  | 3               | Kanton Luzern                 | Lucerne                           | Lucerna                     | Lucerna           | Lozäärn                |
| UR  | 4               | Kanton Uri                    | Uri                               | Uri                         | Uri               | Üüri, Ürnerland        |
| SZ  | 5               | Kanton Schwyz                 | Schwyz (Schwytz *)                | Svitto                      | Sviz              | Schwyz                 |
| OW  | 6               | Kanton Obwalden               | Obwald                            | Obvaldo                     | Sursilvania       | Obwaldä                |
| NW  | 7               | Kanton Nidwalden              | Nidwald                           | Nidvaldo                    | Sutsilvania       | Nidwaldä, Nidwaudä     |
| GL  | 8               | Kanton Glarus                 | Glaris                            | Glarona                     | Glaruna           | Glaris, Glarnerland    |
| ZG  | 9               | Kanton Zug                    | Zoug                              | Zugo                        | Zug               | Zùùg                   |
| FR  | 10              | Staat Freiburg                | État de Fribourg                  | Friburgo                    | Friburg           | Frybùrg, Frübùrg       |
| SO  | 11              | Kanton Solothurn              | Soleure                           | Soletta                     | Soloturn          | Soledùùrn              |
| BS  | 12              | Kanton Basel-Stadt            | Bâle-Ville                        | Basilea Città               | Basilea-Citad     | Baaselstadt            |
| BL  | 13              | Kanton Basel-Landschaft       | Bâle-Campagne                     | Basilea Campagna            | Basilea-Champagna | Baaselbiet             |
| SH  | 14              | Kanton Schaffhausen           | Schaffhouse                       | Sciaffusa                   | Schaffusa         | Schafuuse              |
| AR  | 15              | Kanton Appenzell Ausserrhoden | Appenzell Rhodes-Extérieures      | Appenzello Esterno          | Appenzell Dadora  | Appezäll Osserode      |
| AI  | 16              | Kanton Appenzell Innerrhoden  | Appenzell Rhodes-Intérieures      | Appenzello Interno          | Appenzell Dadens  | Appezöll Innerode      |
| SG  | 17              | Kanton St. Gallen             | Saint-Gall                        | San Gallo                   | Son Gagl          | Sanggale               |
| GR  | 18              | Kanton Graubünden             | Grisons                           | Cantone dei Grigioni        | Chantun Grischun  | Graubünda, Bündnerland |
| AG  | 19              | Kanton Aargau                 | Argovie                           | Argovia                     | Argovia           | Aargou, Aargau, Aargöi |
| TG  | 20              | Kanton Thurgau                | Thurgovie                         | Turgovia                    | Turgovia          | Tùùrgi, Tùùrgau        |
| TI  | 21              | Kanton Tessin                 | Tessin                            | Repubblica e Cantone Ticino | Tessin            | Tessin                 |
| VD  | 22              | Kanton Waadt                  | Canton de Vaud                    | Vaud                        | Vad               | Wadt, Wadtland         |
| VS  | 23              | Kanton Wallis                 | État du Valais                    | Vallese                     | Vallais           | Wallis                 |
| NE  | 24              | Kanton Neuenburg              | République et Canton de Neuchâtel | Neuchâtel                   | Neuchâtel         | Nöieburg, Nüüeburg     |
| GE  | 25              | Kanton Genf                   | République et Canton de Genève    | Ginevra                     | Genevra           | Gämf, Gänf             |
| JU  | 26              | Kanton Jura                   | République et Canton du Jura      | Giura                       | Giura             | Jura                   |

### Ehemalige Kantone

#### 1513–1597
- Kanton Appenzell

#### 1501–1798 und 1803–1833
- Kanton Basel

#### 1798–1803
- Baden
- Bellinzona
- Fricktal
- Léman
- Linth
- Lugano
- Oberland
- Rätien
- Säntis
- Waldstätte

#### 1831–1833
- Ausserschwyz und Innerschwyz (Halbkantone)

## Umgangssprachliche Verwendung
Als Binnenkantone werden die Kantone bezeichnet, die nicht ans Ausland grenzen. Die Schweiz hat elf Binnenkantone: Appenzell Ausserrhoden, Appenzell Innerrhoden, Bern (seit dem Wechsel des bernischen Amtsbezirks Laufen zum Kanton Basel-Landschaft im Jahre 1994), Freiburg, Glarus, Luzern, Nidwalden, Obwalden, Schwyz, Uri und Zug. Nid- und Obwalden werden ausschliesslich von Binnenkantonen umgeben.
Scherzhaft wird «Kanton» für weitere Länder und Organisationen verwendet.
- «Grosser Kanton» steht für Deutschland.[16] Der Begriff stammt aus der zweiten Hälfte des 19. Jahrhunderts und nahm damals Bezug auf die starke Einwanderung aus Deutschland.[17] Er wurde unter anderem für den Film Der grosse Kanton verwendet. Teils wird auch der Begriff «Nordkanton» verwendet.[18]
- «27. Kanton» steht
  - nach ihrem eigenen Verständnis für die fahrende Bevölkerung (Jenische/Sinti);[19][20]
  - für die Republik Kosovo.[21][22][23]
- «Kanton Übrig» ist eine Bezeichnung für das österreichische Bundesland Vorarlberg, welche im Zuge der Volksabstimmungskampagne 1919 entstand. Der Begriff sollte aufzeigen, dass Vorarlberg in der Schweiz unerwünscht sei.[24]